# South Downs West (circonscription du Parlement européen)
Avant l’adoption uniforme de la représentation proportionnelle en 1999, le Royaume-Uni utilisait le système uninominal à un tour pour les élections européennes en Angleterre, en Écosse et au pays de Galles. Les conscriptions du Parlement européen utilisées dans ce système étaient plus petites que les circonscriptions régionales les plus récentes et ne comptaient chacune qu'un seul membre au Parlement européen.
La circonscription de South Downs West était l'une d'entre elles.
Lors de sa création en Angleterre en 1994, il se composait des circonscriptions du Parlement de Westminster Arundel, Chichester, East Hampshire, Havant, Horsham, et South West Surrey. 
James Provan du Parti conservateur était le seul MEPs pour toute l'existence de la circonscription.

## Membre du Parlement européen
| Élection                    | Élection | Portrait | Membre       | Parti        |
| --------------------------- | -------- | -------- | ------------ | ------------ |
|                             | 1994     |          | James Provan | Conservateur |
| 1999 circonscription abolie |          |          |              |              |